# Соотношение сторон экрана
Соотноше́ние сторо́н экра́на, или отноше́ние ширины́ ка́дра к высоте́ (также форматное соотношение, англ. aspect ratio), — понятие в фотографии, кинематографе и телевидении, описывающее формат изображения. Один из основных параметров всех кинематографических систем и телевизионных стандартов. Применительно к компьютерным мониторам и другим устройствам отображения термин используется в качестве технического параметра дисплея. Поскольку глаза человека расположены горизонтально, как правило, используется соотношение, в котором ширина экрана больше его высоты. В кинематографе применяется обозначение соотношения сторон экрана, отличное от фотографии и телевидения, в которых соотношение обозначается целыми числами. В киностандартах короткая сторона принимается равной единице, а длинная сторона обозначается десятичной дробью, показывающей отношение к короткой стороне.

Наиболее часто встречающиеся пропорции экрана

## Наиболее распространённые соотношения
Если для кинематографических систем соотношение сторон экрана является техническим параметром, учитывающим размеры кадрового окна и коэффициент анаморфирования, то для систем телевидения и компьютерных мониторов эта же величина непосредственно привязана к стандарту разложения и разрешению в пикселях при определённом соотношении его сторон. Однако, в большинстве случаев пиксель считается квадратным.
Подавляющая часть видеоконтента использует горизонтальный кадр, поэтому первая цифра, обозначающая горизонтальный размер, больше второй. Исключение составляет мобильное видео с кадром 9:16 (перевёрнутое 16:9), получившее распространение благодаря приложению Snapchat.

### 1:1
Квадратный кадр до недавнего времени использовался только в фотографии. Преимуществом такого соотношения сторон была возможность конструирования аппаратуры, не требующей поворота для выбора вертикальной или горизонтальной компоновки кадра.
Наиболее известные форматы квадратного кадра — среднеформатный 6×6 сантиметров и малоформатный тип-126 с кадром 28×28 миллиметров. Гораздо шире известен квадратный формат 7,9×7,9 сантиметра интегральных комплектов для моментальной фотографии серий Polaroid «SX-70» и тип-600. Считается, что особенности этих технологий и формат кадра стали основой квадратных изображений социальной сети Instagram. В кинематографе квадратный кадр 18,67×18,67 миллиметра использовался для фильмокопий системы «Суперскоп», при проекции дававший широкоэкранное изображение.
В настоящее время квадратный кадр получил широкое распространение в мобильном видео. Большую роль в этом сыграла социальная сеть Instagram с квадратным форматом фотографий.

### 1,25:1 (5:4)
Модели компьютерных мониторов с разрешением 1280×1024 пикселя обладают таким соотношением сторон экрана. В повседневной практике им часто приписывают соотношение 4:3, что не совсем верно. В 2010-х годах постепенно вытесняются широкоэкранными мониторами 16:10 и 16:9.

### 1,33:1 (4:3)
С 1895 года кадр большинства кинематографических систем на 35-мм киноплёнке имел размеры 18×24 мм, обеспечивая соотношение сторон 1,33:1. Отсутствие оптической фонограммы на плёнке давало возможность занять изображением всю ширину между перфорациями, равную одному дюйму (25,4 мм). В современном кинематографе такой кадр иногда называется «немым» и используется в производственном формате «Супер-35» со стандартным шагом кадра в четыре перфорации. Полуформатные фотоаппараты имеют кадр, совпадающий с немым кинематографическим, и то же соотношение сторон.
Сенсоры формата «Супер-35» с таким соотношением сторон применяются в большинстве цифровых кинокамер, однако в практической деятельности используется только часть площади сенсора при съёмке со скрытым кашетированием, или изображение, снятое анаморфотной оптикой, впоследствии трансформируется в широкоэкранное. Поэтому конечное изображение, получаемое с такой киноплёнки или цифровой камеры, имеет другое соотношение сторон кадра.

#### В телевидении
Данное соотношение сторон начало использоваться в телевидении с момента его появления ещё в первых малострочных системах. Формат был унаследован от кинематографа, в котором преобладал академический кадр с близким соотношением сторон 1,37:1. Большую часть телеэфира занимали фильмы, отснятые на 35-мм киноплёнку. Собственный контент телекомпаний также снимался на 35-мм или 16-мм киноплёнку с близким соотношением сторон кадра.
Развитие кинематографа сопровождалось постепенным вытеснением классического формата в пользу широкоэкранных и кашетированных, с более вытянутым кадром. С 2010-х годов переход к широкоэкранному формату 16:9 начался и на телевидении.  Такой кадр отображал широкоэкранные фильмы с меньшими потерями и оказался востребован аудиторией. В России, впервые такой формат вещания запустили на Первом канале в 2011 году. В силу того, что новое оборудование для такого вещания стоит слишком дорого, некоторые телеканалы всё ещё вещают в 4:3. Прочие же не переходят на этот формат из-за отсутствия необходимости, например, телеканал «Ностальгия», сетка эфира которого заполнена исключительно сериалами, фильмами и документалистикой, снятой в формате 4:3.
В цифровом телевидении 4:3 используется наряду с другими форматами, а для алгоритма компрессии MPEG-2 это стандартный кадр. 
Позднее телевизоры и мониторы формата 4:3 начали вытесняться широкоэкранными мониторами с соотношением сторон 16:9.

#### В фотосъёмке
Современные цифровые компактные фотокамеры обладают таким же соотношением сторон кадра, ведущим своё происхождение от соотношения сторон экрана первых компьютерных мониторов и стандартов разрешения VGA и EGA. Наиболее распространённый формат мониторов до середины 2000-х годов с разрешениями 1024×768, 1152×864 и 1600×1200 пикселей.

### 1,43:1

Использование кадра 14.0625:9 в разных вещательных форматах

Формат IMAX использует широкую киноплёнку 70-мм с продольным расположением кадра. Ключевая особенность формата заключается в планировке кинозала с экраном, рассматриваемым с небольшого расстояния. За счёт этого границы изображения становятся малозаметными, повышая эффект присутствия. Соотношение сторон экрана, близкое к классическому, примерно соответствует полю зрения человека. Такое же соотношение сторон экрана даёт стандартный формат на 16-мм киноплёнке.

### 1,375:1 (11:8)
С появлением звука в кинематографе соотношение изменилось, поскольку теперь на плёнку впечатывалась оптическая фонограмма. Это привело к изменению размеров кадра и новому соотношению 1,37:1 (более точно, 1,375:1) классического формата, поскольку для сохранения прямоугольного кадра при том же его шаге потребовалось увеличить межкадровый промежуток. Такое решение уменьшило полезную площадь изображения на плёнке, но дало возможность использовать те же механизмы киноаппаратуры, что и в немом кино. Соотношение сторон кадра, называемое «классическим», было узаконено в 1932 году Американской академией киноискусства. Академический кадр считается близким к телевизионному кадру 4:3 и по телевидению стандартной чёткости передаётся целиком практически без потерь.
В середине 1950-х годов обычный формат с классическим соотношением стал уступать своё место форматам с более широким экраном. Это было вызвано в первую очередь широкой популярностью телевизионного вещания в США и резким падением доходов от кинопроизводства и кинопроката. Конкуренция с цветным телевидением привела к почти полному переходу кинопроизводства на цветную плёнку и к увеличению производства киноспектаклей, поставленных с большим размахом, а затем и к изменению соотношения сторон увеличившихся киноэкранов.

### 1,5:1 (3:2)
Соотношение сторон негатива кинематографического формата «Виста-Вижн» (англ. VistaVision), в котором кадр расположен вдоль киноплёнки, передвигающейся в аппарате горизонтально, так же как в аппаратуре IMAX. Кадр «Виста Вижн» по размеру и расположению близок к малоформатному фотографическому негативу, снятому на фотоплёнке (тип-135) или среднеформатному кадру 6×9 см. В отличие от практически не использующегося широкоплёночного формата, кадр размером 24×36 мм до сих пор существует без каких-либо изменений почти сто лет. Такое же соотношение сторон фотоотпечатка 10×15 см позволяет печатать малоформатный кадр без потерь.
В современной цифровой фотографии подавляющее большинство однообъективных зеркальных цифровых фотокамер обладает таким соотношением сторон кадра. Это относится не только к «полнокадровой матрице», имеющей физический размер, равный пленочному, но и к матрицам таких же камер, обладающим уменьшенными размерами. Многие цифровые фотоаппараты, не являющиеся зеркальными, также имеют такое соотношение сторон кадра и матрицы.

### 1,5625:1 (14.0625:9)

#### В телевидении
Соотношение сторон экрана, узаконенное как промежуточный международный формат, использующийся в период перехода от аналогового телевещания стандартной чёткости в формате 4:3 к цифровому с кадром 16:9. Соглашение отражено в рекомендации ITU под номером BT.1379 и предусматривает такое соотношение для одновременного вещания того же контента в разных форматах. При производстве телепрограмм используется видео, снятое в формате 16:9, со скрытым кашетированием до формата 14:9. В случае аналогового вещания изображение видеозаписи обрезается до формата 14:9 и вписывается в кадр 4:3 с леттербоксингом. В обычных телевизорах такое изображение с узкими чёрными полями сверху и снизу заполняет бо́льшую часть экрана, чем в случае трансляции полного кадра 16:9 в той же технике. При этом обрезке подвергаются относительно небольшие части кадра 16:9, не содержащие сюжетно важных деталей. Это не требует пансканирования исходного видео и позволяет переводить формат автоматически. На широкоэкранных телевизорах, большинство из которых имеет установку «14:9» такое изображение заполняет бо́льшую часть экрана без искажения пропорций. В случае цифрового вещания в формате 16:9 исходная видеозапись может быть использована без обрезки.
Данный формат особенно актуален при одновременном вещании по цифровой и аналоговой технологиям в период перехода к цифровому телевидению, осуществляемому в России до 2015 года. 1 июня 2011 года Первый канал первым из федеральных каналов России перешёл на формат вещания 14.0625:9 (для аналогового эфирного и кабельного вещания) и 16:9 (для цифрового и спутникового вещания).

#### В кинематографе
В кинематографе близкое соотношение сторон было у кадра советского производственного формата УФК. Получаемое на киноплёнке изображение без больших потерь трансформировалось при печати в широкоэкранные форматы, и при этом годилось для показа по телевидению. Однако, исходное соотношение сторон никогда не использовалось в конечных копиях, оставаясь лишь форматом негатива.

### 1,6:1 (16:10)
Соотношение сторон экрана первых широкоформатных компьютерных мониторов, а также экранов многих моделей ноутбуков с разрешениями 1280×800, 1440×900 и 1680×1050 пикселей. В маркетинговых целях часто обозначается как 16:10. Наиболее близко к величине «золотого сечения» 1,6180339887. Такое соотношение сторон очень популярно у компьютеров MacBook компании Apple.

### 5:3; 50:27 (Flat)
Кинокомпания «Парамаунт» (англ. «Paramount Pictures») первой разработала широкоэкранную киносистему с кашетированным кадром, отличающуюся от классического уменьшенной высотой кадра, рассчитанного на проекцию короткофокусным объективом на большой экран. Первый фильм «Шейн», снятый по такой технологии и вышедший на экраны в марте 1953 года, обладал соотношением сторон 5:3. В мае того же года кинокомпания «Юнивёрсал Пикчерз» (англ. Universal) выпустила первый кашетированный фильм с соотношением сторон 50:27. Технология быстро стала популярной и получила статус международного стандарта. В Европе наибольшее распространение получил формат 5:3, а в США и Северной Америке — 50:27.
В современном цифровом кинематографе последний стандарт стал одним из двух основных — Flat. Соотношение сторон 5:3 имеет кадр негатива производственного формата «Супер-16».

### 1,78:1 (16:9)
В ТВЧ этому соотношению соответствуют разрешения 1920×1080 и 1280×720 с квадратным пикселем, а в телевидении стандартной чёткости используется цифровое анаморфирование и прямоугольный пиксель. Является стандартным соотношением сторон экрана в телевизорах с широким экраном и наиболее распространённым в современных компьютерных мониторах. Чаще всего встречаются разрешения мониторов 1920×1080, 1600×900, 1366×768, а также соответствующие стандартам ТВЧ. 

#### В телевидении
Широкоэкранный формат 16:9 используется в телевидении высокой чёткости (ТВЧ, HDTV) и при цифровом вещании телевидения стандартной чёткости (SDTV). 
В 2010-х годах начался переход на этот формат изображения в связи со сменой аналогового вещания на цифровое. Первым общероссийским телеканалом, перешедшим на этот формат, стал Первый канал, который перешёл на него в июне 2011 года. Спустя 10 лет все общероссийские цифровые телеканалы перешли в 16:9, а завершающим стал «Русский детектив», перешедший на широкоформатное вещание 1 сентября 2021 года.

#### В кинематографе
Соответствует соотношению сторон кинонегатива, снятого в формате «Супер-35» с шагом кадра в 3 перфорации. Такое же соотношение сторон было у кадра негатива вышедшей из употребления усовершенствованной фотосистемы.
С применением цифровых камер для съёмки фильмов резко вошёл в обиход, но также быстро был вытеснен стандартом 18:9, а сам формат используется до сих пор, в основном, для съёмки сериалов и телепрограмм.

#### В любительских камерах
Формат используется в любительских и профессиональных фотоаппаратах, начиная с 2005 годов. С появлением цифровых камер в смартфонах и устройствах, также имеет формат 16:9.

### 2:1 (18:9)
Один из стандартов кашетированных фильмов и формат изображения контактной фильмокопии «Виста-Вижн» с размерами кадра 18×36 мм (по другим данным кадр фильмокопии обладал соотношением 1,96:1). Киносистема «Суперскоп» была основана на квадратном кадре фильмокопии, который проецировался на экран с двукратным анаморфированием, давая изображение с пропорциями 2:1. Такое же соотношение сторон считается стандартным для современных форматов широкоэкранных фильмокопий «Юнивизиум» и «Максивижн» (англ. Univisium, Maxivision) с укороченным шагом кадра и без аналоговой оптической фонограммы. Современные телесериалы в сетях онлайн-дистрибуции стали часто использовать этот формат. 2:1 идеально подходит для просмотра 3D видео.

### 2,05:1 (18,5:9)

#### В смартфонах
Соотношение сторон, замеченное у смартфонов фирмы Samsung в первый раз на модели Samsung Galaxy S8. Технология также называется WQHD+. Соотношение сторон имеет разрешение 2960x1440.

### 2,17:1(19,5:9)

#### В смартфонах
Соотношение сторон, замеченное у смартфонов фирмы «Apple» в первый раз на модели iPhone X. Соотношение сторон имеет разрешение 2436×1125 (не учитывая вырез в экране).

### 2.11:1 (19:9)

#### В смартфонах
Применяется в некоторых смартфонах, популярны разрешения:
- 5,8” дюйма, Full HD+ 2280×1080 пикселей, 1080p, 19:9.
- 6,1” дюйма, Full HD+ 3040×1440 пикселей, 1440p, 19:9.
- 6,4” дюйма, Full HD+ 3040×1440 пикселей, 1440p, 19:9.

### 2,2:1 (11:5)
Соотношение сторон кадра большинства широкоформатных киносистем, основанных на использовании широкой киноплёнки 70-мм и сферической оптики. Первой из таких систем стала американская «Todd-AO», на основе которой разработана советская система широкоформатного кино НИКФИ (Sovscope70) с тем же соотношением сторон кадра 2,2:1. В настоящее время существует только как формат фильмокопий, печатающихся с негатива, снятого в формате «Супер-35» или — реже — в одном из анаморфированных форматов.

### 2,33:1 (21:9)
Формат экрана LED-телевизоров и мониторов, выпускаемых некоторыми производителями. Впервые такой экран с диагональю 56 дюймов создан компанией Philips в 2009 году.  Такое соотношение сторон наилучшим образом подходит для просмотра фильмов, снятых по системе CinemaScope или его современных версий с кадром 2,39:1. Однако, распространения такие экраны не получили из-за трудностей согласования с существующим цифровым контентом. Видео высокой чёткости стандарта 1920×1080 отображается на таких экранах с чёрным каше сверху, снизу и с боков в режиме Windowbox. Вписать широкоэкранный кадр в экран без чёрных полей возможно только путём интерполяции с потерей чёткости.
Формат экрана, вопреки ожиданиям, не был включён в опции новых стандартов Blu-Ray Ultra HD, что резко сузило спрос на экраны такого формата. В результате некоторые производители бытовой техники отказались от их выпуска.

### 2,35:1 (64:27)
В 1953 году, кинокомпанией «XX век Фокс» был внедрён анаморфированный формат «Синемаскоп» (англ. «CinemaScope»), позволивший с помощью анаморфотной киносъёмочной оптики использовать стандартную 35-мм киноплёнку и стандартное киносъёмочное и кинопроекционное оборудование с незначительными модификациями. Соотношение ширины и высоты кадра стало привычным 2,35:1 после добавления оптической фонограммы к четырём магнитным. Сегодня система «Синемаскоп» практически не применяется, а вместо неё используются камеры и анаморфотная оптика фирм «Panavision» и «Arri».
Советская система широкоэкранного кино использовала принцип оптического сжатия изображения и способ звуковоспроизведения разработанные для системы «Синемаскоп». На подобных принципах были построены и другие анаморфотные широкоэкранные системы такие как «Tohoscope», «Dialyscope», «Franscope», «Grandscope», «Agascope», «Arriscope» и т. п.

### 2,39:1; 2,4:1 (12:5)
В 1970 году для уменьшения заметности склеек негатива и фильмокопий анаморфированных форматов, высота кадра была немного уменьшена, и формат приобрёл окончательное соотношение 2,39:1—2,4:1. Последняя цифра является округлённым значением. В настоящее время соотношение сторон кадра 2,39:1 (Scope) является одним из стандартных форматов современного широкоэкранного цифрового кинематографа.

### 2,55:1 (64:25)
Соотношение сторон ранних анаморфированных форматов, в том числе «Синемаскоп» и «Синемаскоп-55». Такое соотношение сторон экрана существовало до 1954 года, когда к четырёхканальной магнитной фонограмме была добавлена стандартная оптическая, занявшая часть пространства фильмокопии, отводившегося изображению. В настоящее время не используется.

### 2,6:1 (13:5)
Чтобы увеличить горизонтальное поле зрения и усилить восприятие фильма, кинокомпанией «Синерама» (англ. Cinerama) была изобретена и коммерчески внедрена панорамная система трёхплёночной киносъёмки и кинопроекции на специальных, сильно изогнутых огромных экранах шириной до 30 м с соотношением ширины и высоты кадра 2,6:1. Система «Синера́ма» предусматривала высококачественный способ записи и воспроизведения семиканального объёмного звука с отдельной 35-миллиметровой синхронизированной магнитной фонограммы. При такой системе звук следовал за изображением на экране за счёт воспроизведения разными громкоговорителями, расположенными вокруг зрителей.
Первый фильм снятый по системе «Синерама» — документально-видовой (англ. travelogue) «Это „Синерама“» (англ. «This Is Cinerama») был впервые показан публике в 1952 году в специально построенном и оборудованном кинотеатре. Успех фильма был настолько велик, что он не сходил с экранов в течение двух лет. Несмотря на сложность и громоздкость системы «Синерама» были созданы ещё 7 фильмов, включая три художественных: «Как был завоёван Запад» (англ. «How the West Was Won») и «Удивительный мир братьев Гримм» (англ. «The Wonderful World Of Brothers Grimm») (оба в 1962 г.) и «Парусник: путешествие Кристиана Радика» (англ. «Windjammer: The Voyage of Christian Radich» — съёмки по системе «Синеми́рэкл» (англ. «Cinemiracle», 1958, прокат в залах и по системе «Синерама»). Советская система «Кинопанорама» была разработана на основе и с учётом ошибок «Синерамы». Изображение обладает таким же соотношением сторон 2,6:1.

### 2,75:1 (11:4)
В 1957 году «Метро-Голдвин-Майер» совместно с фирмой «Panavision» разработала систему «MGM Camera 65», которая в дальнейшем стала называться «Ultra Panavision 70». Система была идентична «Тодд-АО» (65/70), но использовала анаморфотную оптику при съёмке и проекции, увеличивая соотношение ширины к высоте до 2,75:1.
В 1959 году «Panavision» приобрела отдел киносъёмочной техники студии MGM. В том же году появилась система «Super Panavision 70», которая была практически копией «Тодд-АО», но использовала значительно более компактные камеры.

### Сферический формат (360°)
Формат для погружения зрителя в атмосферу фильма и усиления впечатление от просмотра. Следует отличать круговой формат (полный круг в 360° по горизонтали и ограниченный по вертикали) и действительно сферический (360° по горизонтали на 360° по вертикали). Существуют как киноаттракционы, так и онлайн видео, которые можно смотреть вращая устройство (смартфон или через очки виртуальной реальности)

## Стандарты YouTube
Лидер рынка видеохостинга YouTube для видео с соотношением сторон 16:9, 4:3 рекомендует использовать следующие разрешения:
- 4320p (8K): 7680 x 4320, 5760 x 4320
- 2160p (4K): 3840 x 2160, 2880 x 2160
- 1440p (QHD): 2560 x 1440, 1920 x 1440
- 1080p (FHD): 1920 x 1080, 1440 x 1080
- 720p (HD): 1280 x 720, 960 x 720
- 480p (SD): 854 x 480, 640 x 480
- 360p (SD): 640 x 360, 480 x 360
- 240p (SD): 426 x 240, 320 x 240

С 2022 года на платформе постепенно прекращается поддержка воспроизведения видео в разрешениях между 4K и 8K. Например, разрешение 5K может быть больше не доступно.